# امیرحسین فطانت
امیرحسین فطانت (۱۳۲۸ – ۱۶ اردیبهشت ۱۴۰۲) مترجم ایرانی مقیم کلمبیا بود.
او در شیراز زاده شد. در دبیرستان کمال نارمک درس می‌خواند و سپس برای تحصیل در فوق لیسانس عمران به دانشگاه پهلوی شیراز رفت. ترجمه گزارش یک آدم‌ربایی و خاطرات روسپیان سودازده من هر دو از گابریل گارسیا مارکز از کارهای او هستند.

## دستگیری در زمان پهلوی
امیرحسین فطانت در دوره دودمان پهلوی برای مدت دو سال زندانی شد. پس از آزادی از زندان مانند بسیاری دیگر از دانشجویان؛ بازگشت او به دانشگاه مشروط به رضایت ساواک بود. بنا بر روایت کتاب یک فنجان چای بی‌موقع (نوشته فطانت) وی خبری را که از کرامت‌الله دانشیان شنیده بود، مبنی بر اینکه «قرار است در جشنواره سینمای کودک که … فرح و ولیعهد هم هستند… ولیعهد برای آزادی زندانیان سیاسی گروگان گرفته شود». او این خبر را پس از یک جنگ و جدال درونی و با علم اینکه «کرامت بالاخره دستگیر می‌شد. چه من می‌گفتم و چه نمی‌گفتم» در اختیار یکی از مأموران امنیتی می‌گذارد و قول را که نامبرده «حداکثر شش ماه تا دو سال» حکم خواهد گرفت باور می‌کند.
ادعا شده در جریان دادگاه، نام او به عنوان نفر سیزدهم و «فرد فراری» اعلام شد تا با قتل بعدی او توسط ساواک یا انقلابیون امکان افشای توطئه و تبانی ساواک ناممکن شود.
امیرحسین فطانت خود را «خائن» نمی‌دانست و می‌گفت از هیچ چیز پشیمان نیست با این حال به گفته خودش هرگز تصور نمی‌کرده این دستگیری منجر به اعدام کسی شود. کتاب یک فنجان چای بی‌موقع - ردپای یک انقلاب علاوه بر زندگی پر فراز و نشیب نویسنده به شرح جزئیات این ماجرای تاریخی می‌پردازد.